# Schlandersberg (Adelsgeschlecht)

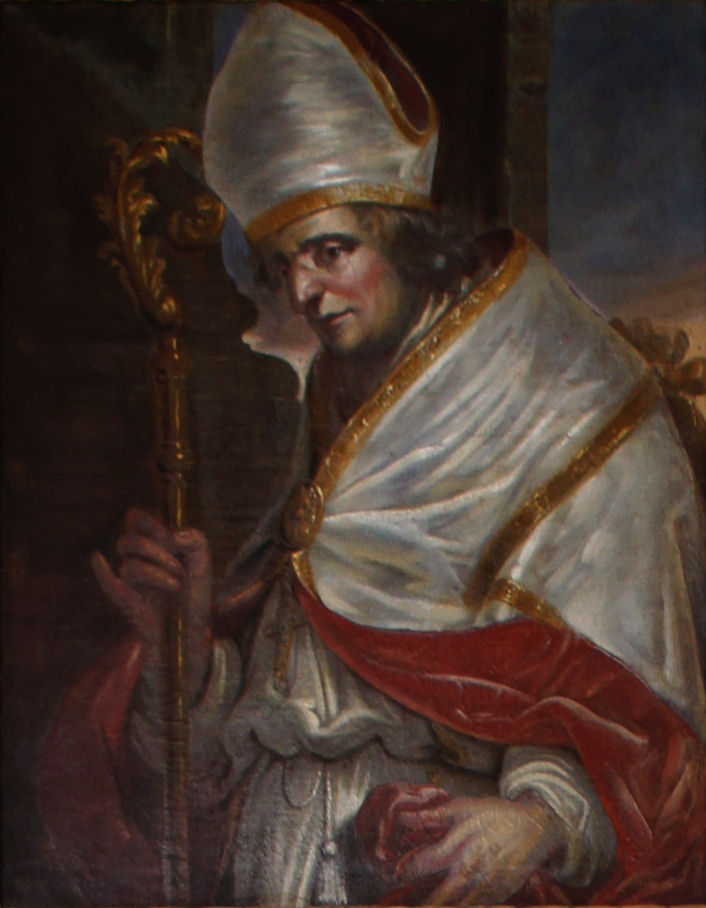
Friedrich von Montalban

Peter von Schlandersberg

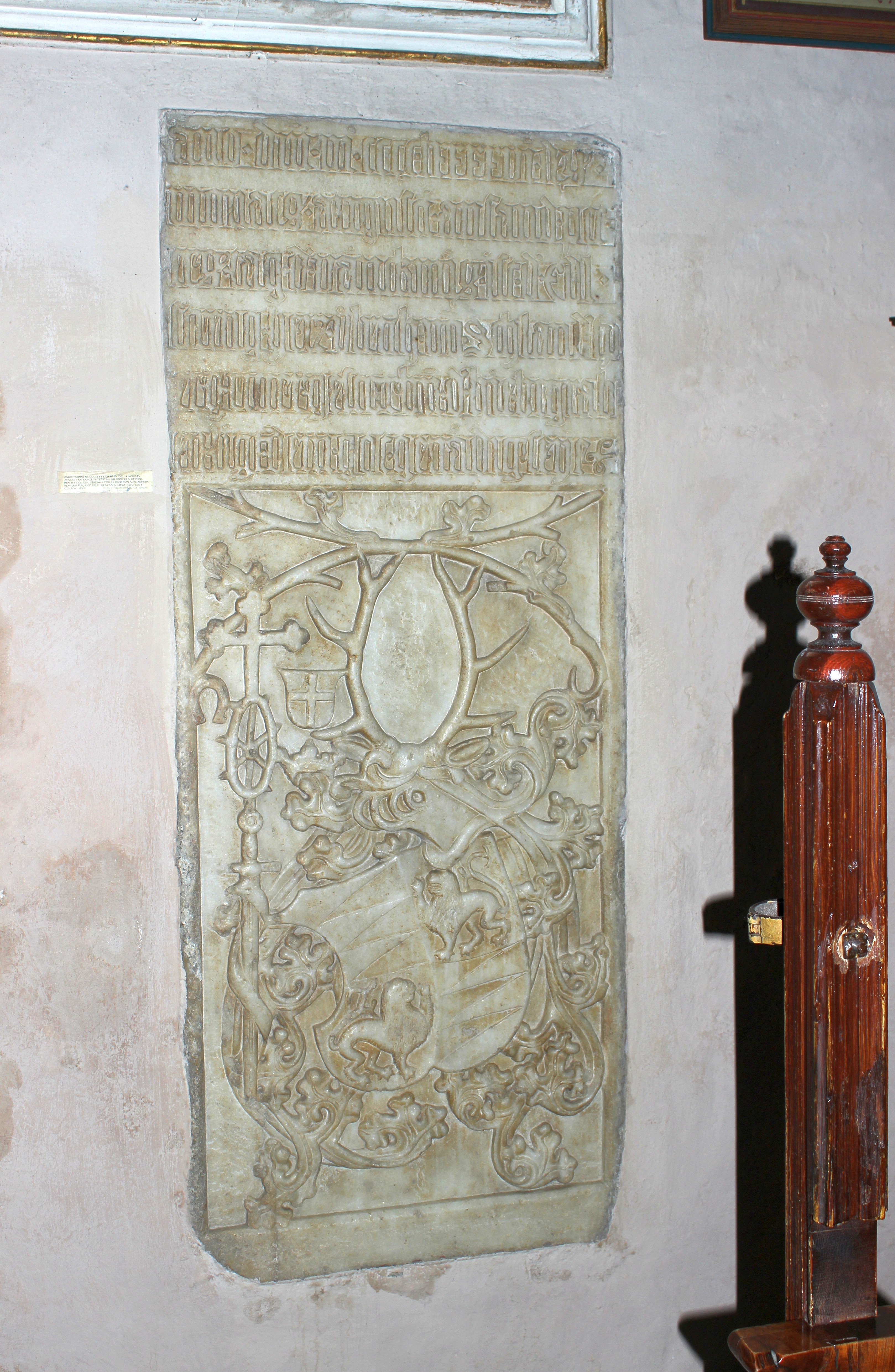
Grabplatte von Ulrich von Schlandersberg in St. Martin in Tschars

Schlandersberg war der Name eines bedeutenden Tiroler Uradelgeschlechts, das 1696 in den Grafenstand erhoben wurde und 1755 im Mannesstamm erlosch. Neben umfangreichem Besitz im Oberen und Unteren Vinschgau gehörten der Familie Güter im Etschtal und im Oberen Inntal.

## Geschichte
Der 1266 beurkundete Uto III. von Montalban bei Schlanders, erbaute die Burg Schlandersberg, nach denen sich seine Familie benannte. Er war Abkömmling eines welfischen Adelsgeschlechts die zu den Ministeralien der Grafen von Tirol zählte und bereits 1156 mit Uto von Montalban erscheint. Friedrich von Montalban und Schlandersberg fungierte von 1279 bis 1282 als Bischof von Freising. 1296 nahm Philipp, Sohn des Hector von Schlandersberg, an einem Turnier in Schweinfurt teil. 1329 wurden die Schlandersberger selbst zu Vasallen der Grafen von Tirol, als sie von Heinrich von Kärnten die Burgbauerlaubnis in auf dem Hügel zu Galsaun erhielten und diesem sowohl die zu erbauende Burg wie auch Schlandersberg als Lehen aufsagten. Bald hernach verlegten die Schlandersberger ihren Wohnsitz auf die Burg Hochgalsaun. 1324 gestattete Friedrich von Castelbarco den Brüdern Hans, Konrad und Peter von Schlandersberg, den silbernen Löwen auf rotem Feld in ihr Wappen aufzunehmen. Die Familie machte erst später davon Gebrauch. Seit dem 14. Jahrhundert diente der Ansitz Kasten bei Galsaun, hervorgegangen aus einem Kornkasten der Burg Hochgalsaun, als Hausarchiv, mit umfangreichem Urkunden- und Aktenbestand (heute am Südtiroler Landesarchiv). Das älteste erhaltene Rechnungsbuch von Peter von Schlandersberg stammt aus der Zeit von 1363 bis 1369. Heinrich Fink veräußerte die Burg Katzenzungen in Prissian 1379 an seinen Vetter Hans von Schlandersberg.
1386 fiel der Ritter Peter von Schlandersberg, der an der Seite Herzog Leopold VI. des Stolzen kämpfte, in der Schlacht von Sempach. Die Brüder Kaspar und Heinrich von Schlandersberg standen auf Seiten des aufständischen Adels gegen Herzog Friedrich mit der leeren Tasche, der u. a. ihre Burgen Montalbau und Hochgalsaun einnahm und zerstören ließ. 1401 erscheint Oswald von Wolkenstein in den Büchern der Schlandersberger als Schuldner. Im Frieden von Konstanz vom 10. Mai 1418 erhielt die Familie ihren alten Besitz zurück und eine Entschädigungszahlung von 3000 Dukaten zugesprochen. Nach der Zerstörung der Burg Hochgalsaun wurde 1423 der Ansitz Kasten zum Hauptwohnsitz bestimmt. 1437 sind die Vettern Hans und Wolf von Schlandersberg in Partschins nachgewiesen. 1448 tauschte Ulrich von Schlandersberg Rotund mit Herzog Sigmund von Österreich-Tirol gegen Bludenz. 1472 gehörte der Ritter Ulrich von Schlandersberg der Tiroler Landesmatrikel an.
Die ununterbrochene Stammreihe beginnt mit Theobald von Schlandersberg, der um 1496 lebte. Lucius von Schlandersberg fungierte von 1571 bis 1577 als Abt des Klosters Marienberg. Nach dem Tod von Erasmus von Andrian-Werburg erwarb 1587 Ulrich von Schlandersberg die Fahlburg in Prissian. Der Ansitz wurde später an die Grafen von Brandis verkauft. 1639 besaß Brigitta von Schlandersberg ein Haus in Meran unter den Wasserlauben. Das Stadthaus der Schlandersberger in Meran befand sich unter den Berglauben. Es war ein landesfürstliches Kunkellehen und besaß eine eigene Kapelle mit Garten. Am 30. Juli 1696 erhob Kaiser Leopold I. Sigismund von Schlandersberg in den erblichen Grafenstand. Der Enkel von Christoph, Carl Maximilian von Schlandersberg führte um 1709 den Grafentitel und hinterließ zwei Söhne. Das Geschlecht ist 1755 mit Carl Sigismund von Schlandersberg im Mannesstamm erloschen. Seine Tochter Elisabeth heiratete Franz Joseph Graf von Hendl, die als einziges Kind Schloss Schlandersberg und den Ansitz Kasten mit dem allodialen Kastengut und die Burg Hochgalsaun im Wert von 21.641 Gulden erbte, wodurch die Güter Schlandersberg, Hochgalsaun und Kasten an dessen Familie kamen. Das Stammwappen wird heute von Schlanders als Gemeindewappen genutzt.

## Besitzungen
- Burg Schlandersberg in Schlanders 13. Jahrhundert–1755
- Burg Hochgalsaun in Galsaun 1329–1755
- Burg Kastelbell in Kastelbell 1347–16. Jahrhundert
- Burg Katzenzungen in Prissian 1379–16. Jahrhundert
- Burg Rotund bei Taufers 1381–1448
- Ansitz Kasten bei Galsaun vor 1423–1755
- Ansitz Fahlburg in Prissian 1587–1597
- Palais Schlandersberg in Glurns 16. Jahrhundert–?

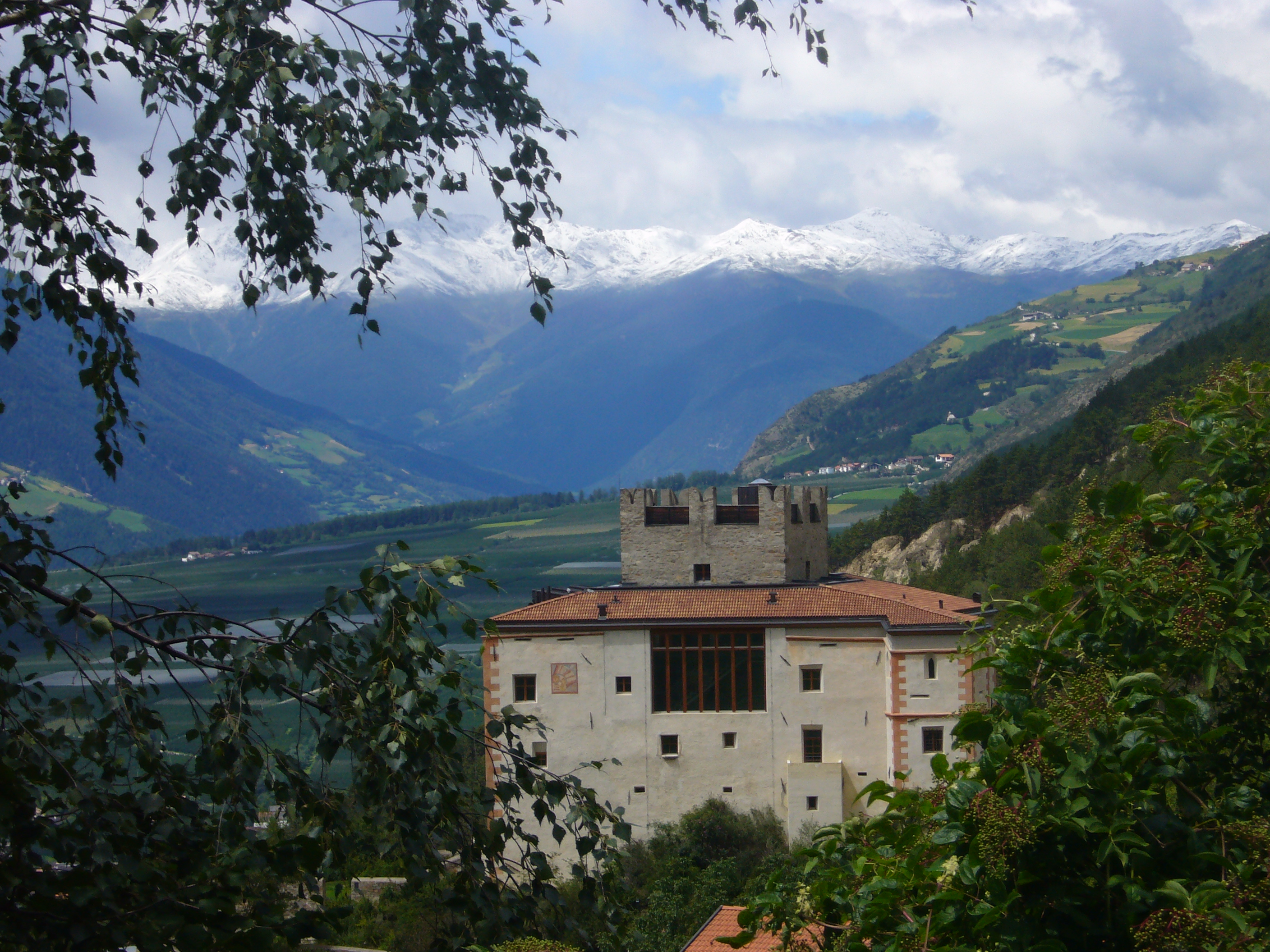
Schlandersberg
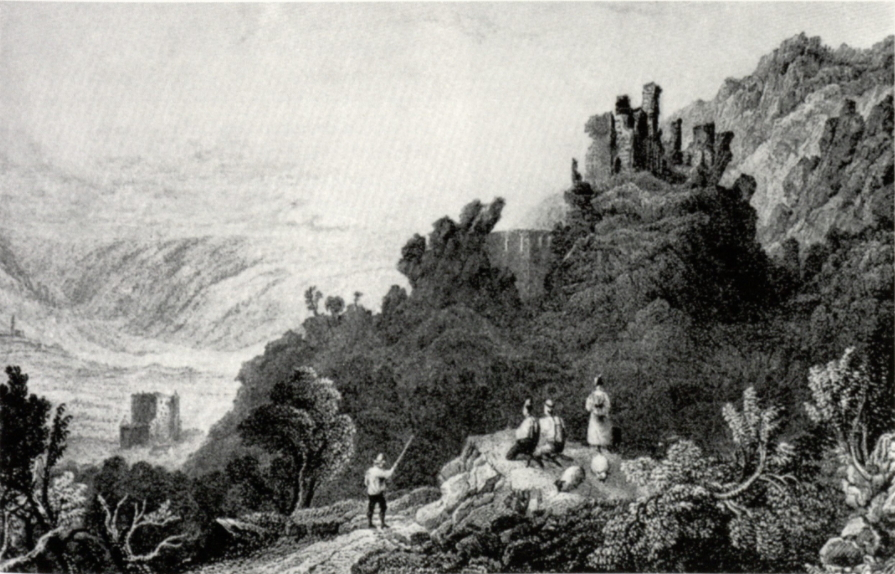
Hochgalsaun
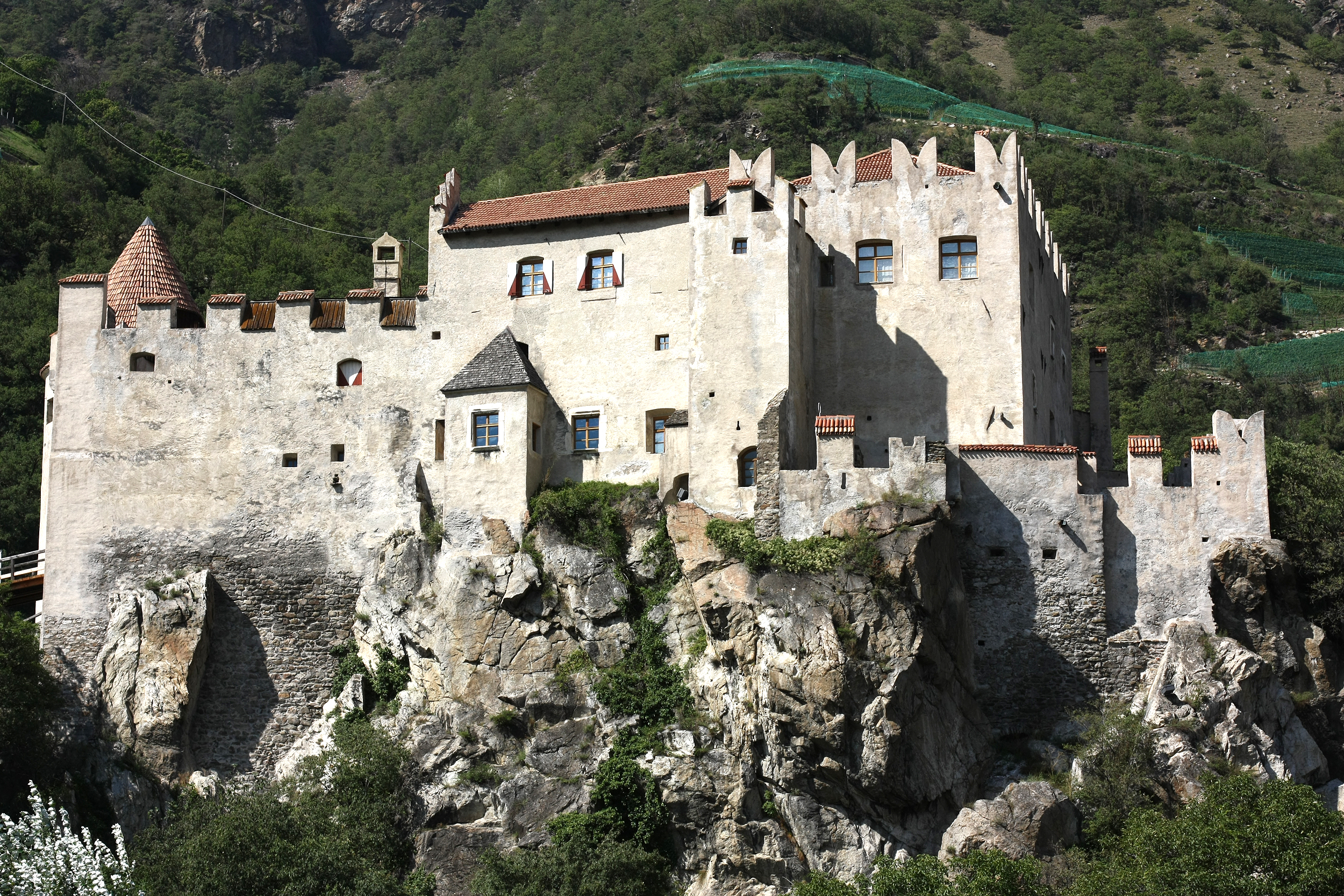
Kastelbell
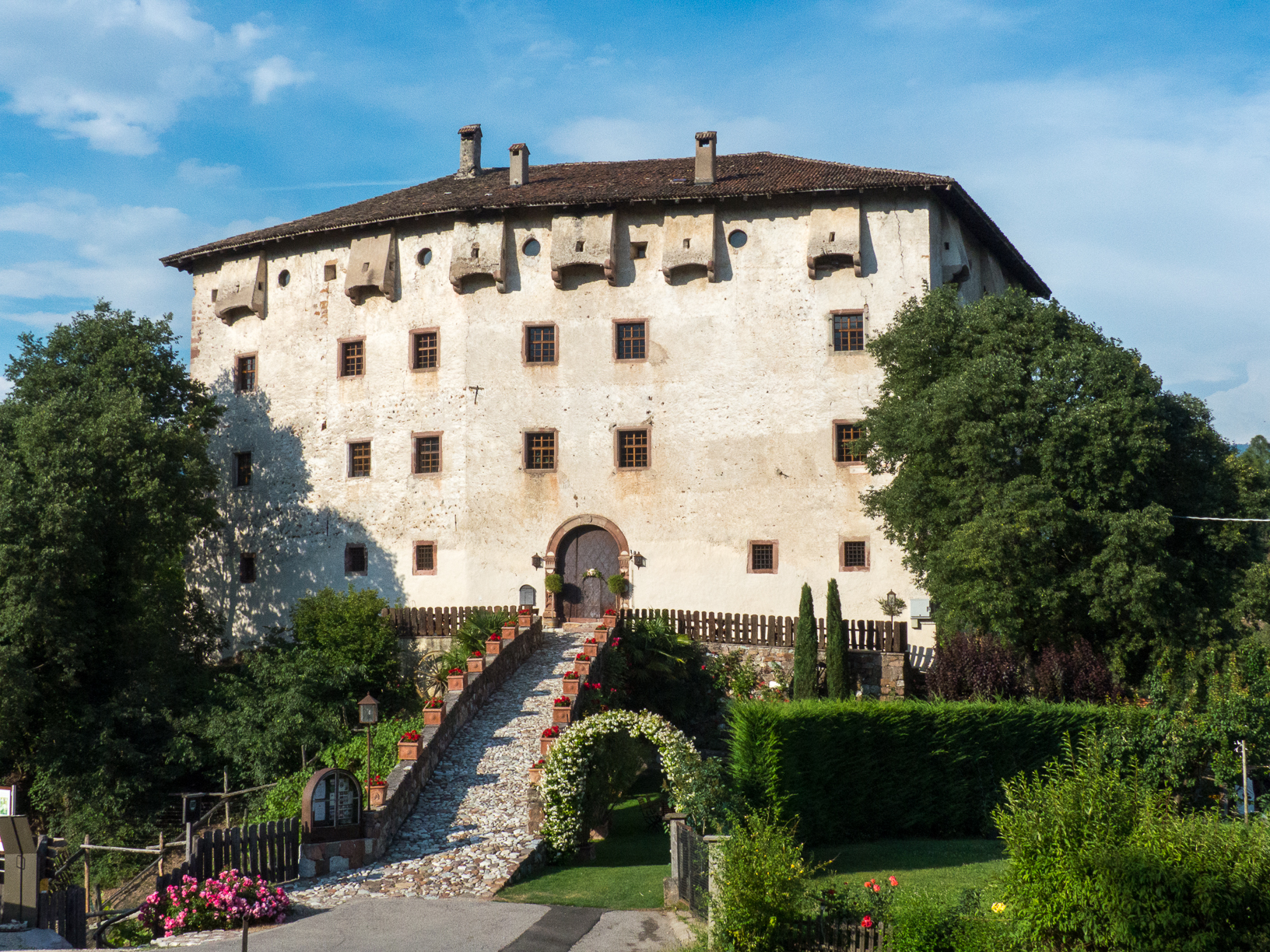
Katzenzungen
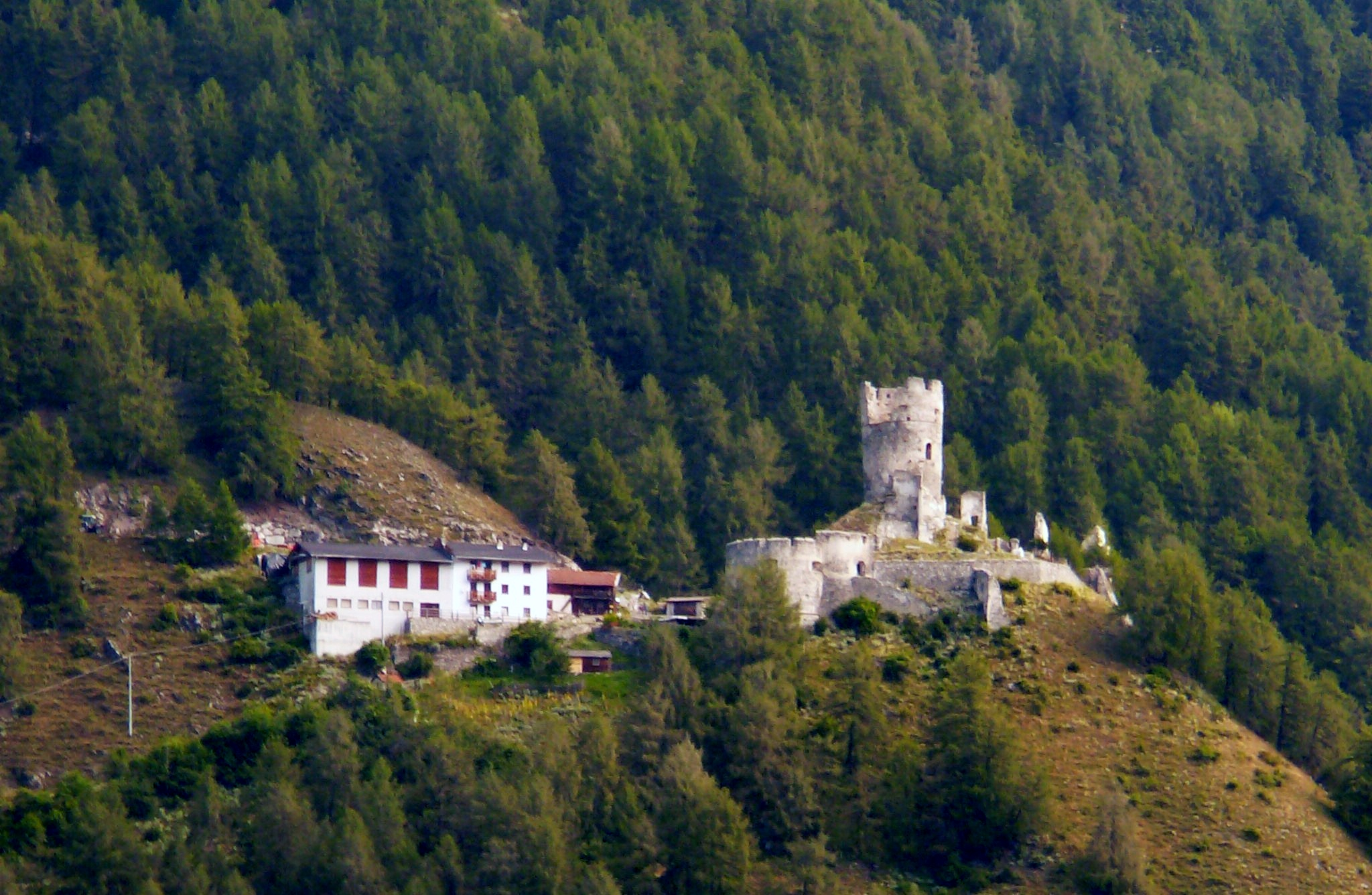
Rotund
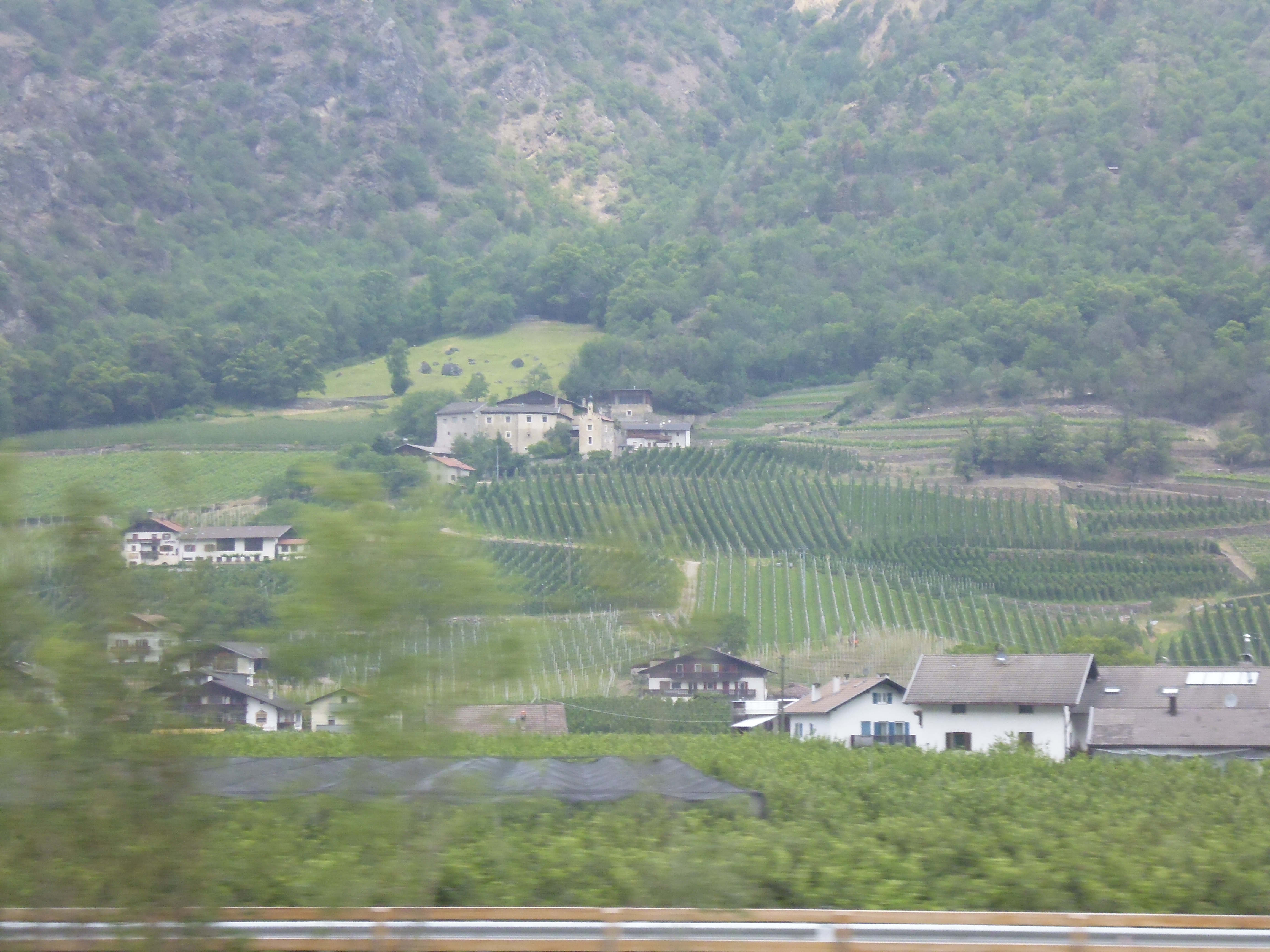
Kasten
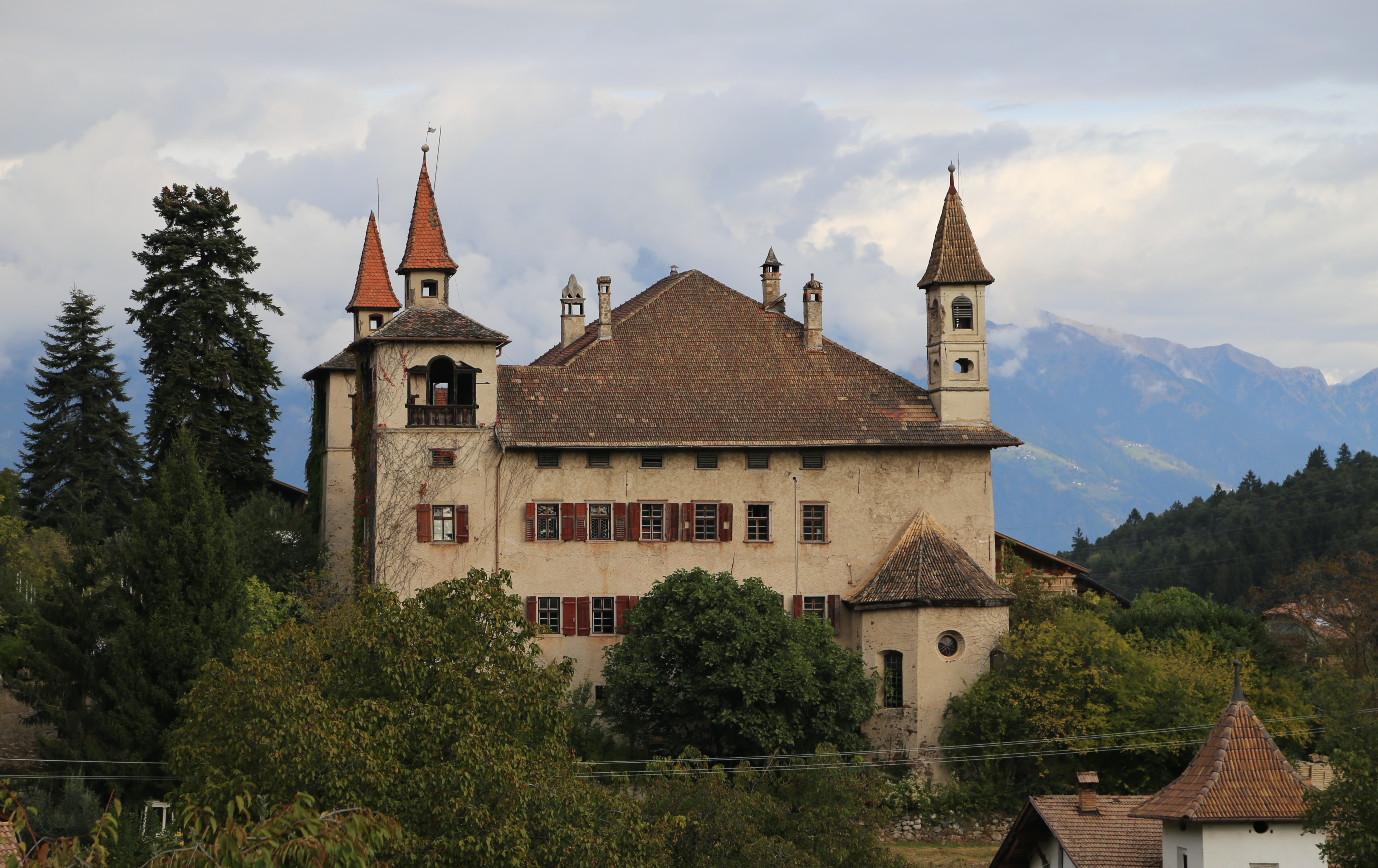
Fahlburg
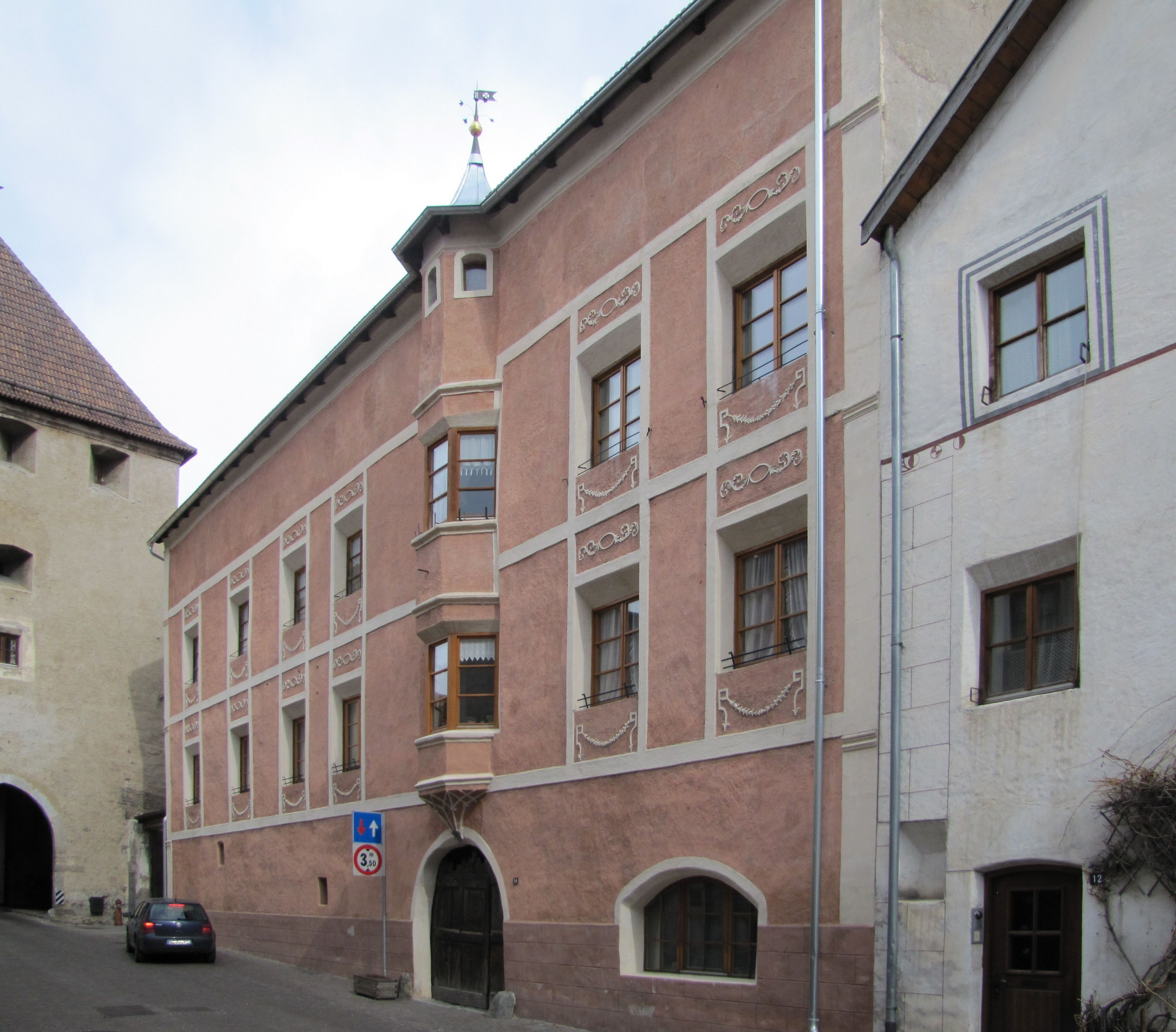
Schlandersberg

## Wappen
Stammwappen: „Schild von Blau und Silber der Länge nach mit sechs großen Spitzen geteilt“.

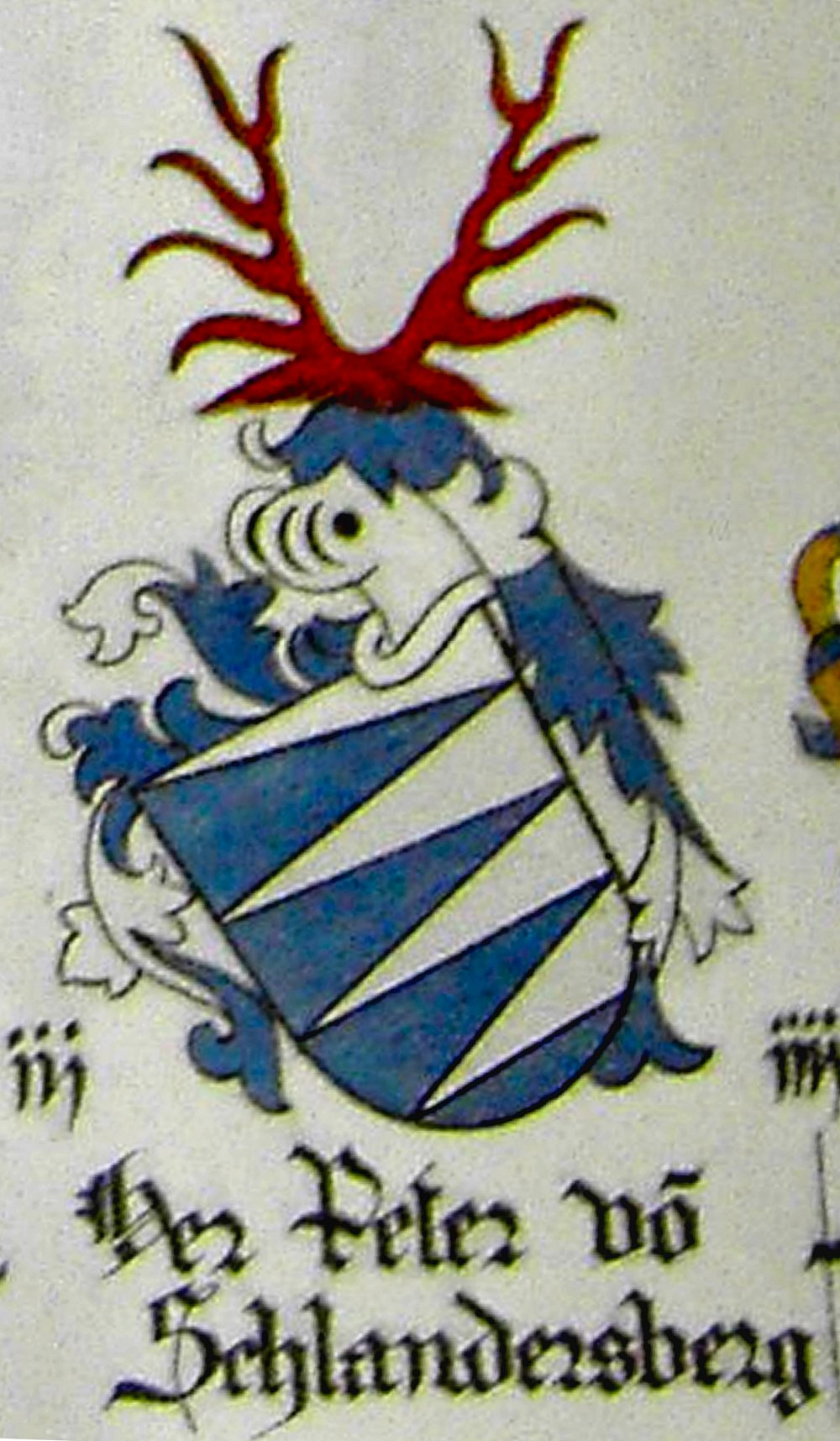
Stammwappen in Sempach
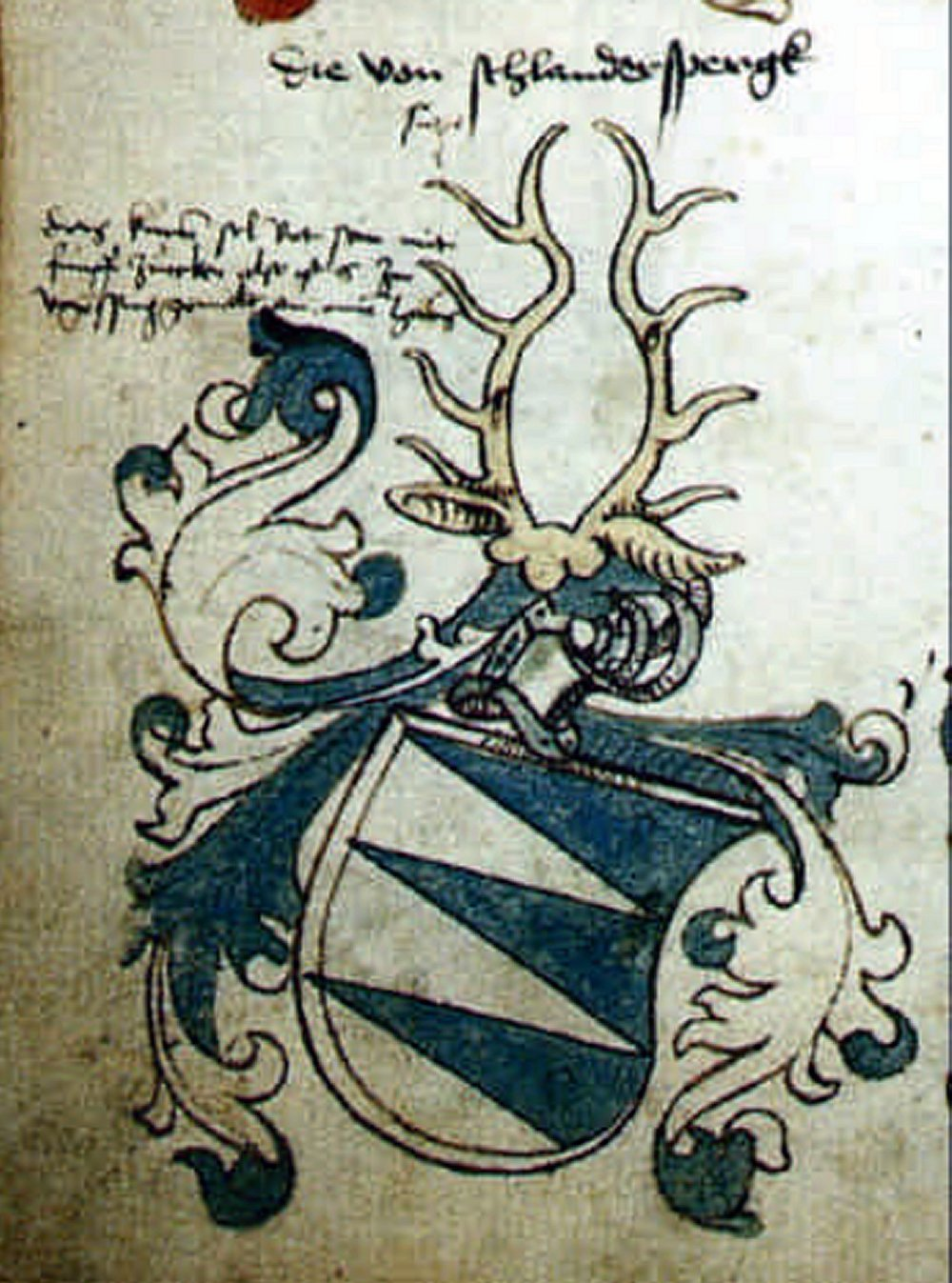
Historische Darstellung
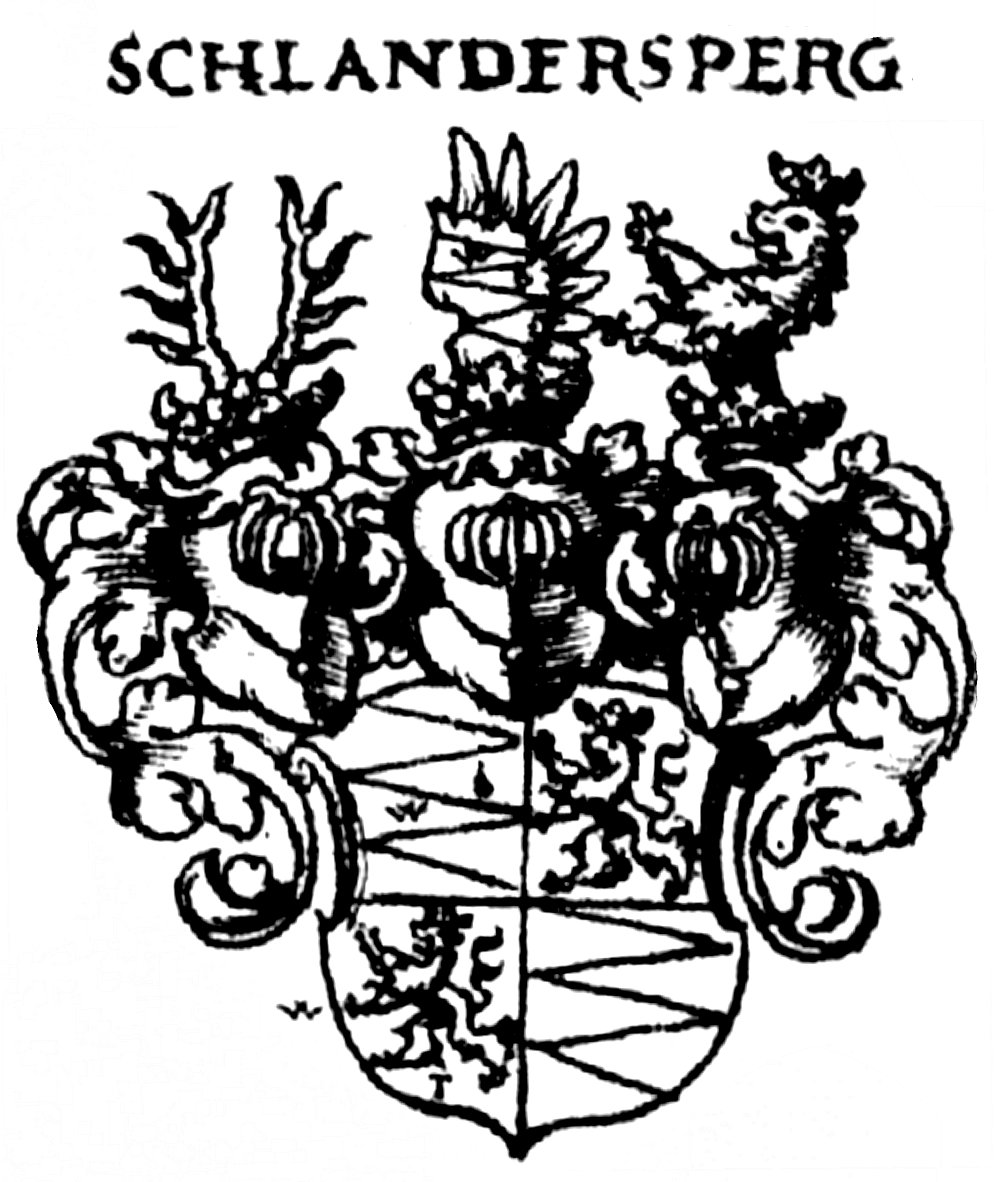
Wappen in Siebmachers Wappenbuch 1701
Wappen der Gemeinde Schlanders
Wappen der Gemeinde Schnals

## Genealogie (Auswahl)
1. Sigismund Graf von Schlandersberg; ⚭ Maria Anna Freiin von und zu Annenberg
  1. Carl Maximilian Graf von Schlandersberg; ⚭ Elisabeth Freiin Vintler von Platsch und Rungelstein
    1. Carl Sigismund Graf von Schlandersberg; ⚭ Elisabetha Rosina Freiin von Aschau
      1. Elisabetha Carolina Gräfin von Schlandersberg; ⚭ Franz Joseph Graf von Hendl zu Goldrain
        1. Johann Nepomuk Paris Graf von Hendl zu Goldrain (* 1758); ⚭ Maria Magdalena Gräfin von Thun zu Hohenstein